# Morton Haack
Morton Haack (* 26. Juni 1924 in Los Angeles, Kalifornien; † 22. März 1987 in Rom, Italien) war ein US-amerikanischer Kostümbildner. Bekannt wurde er durch seine Arbeiten für Kinofilme wie Goldgräber-Molly, Nicht so schnell, mein Junge, Planet der Affen oder Rückkehr zum Planet der Affen.

## Leben und Werk

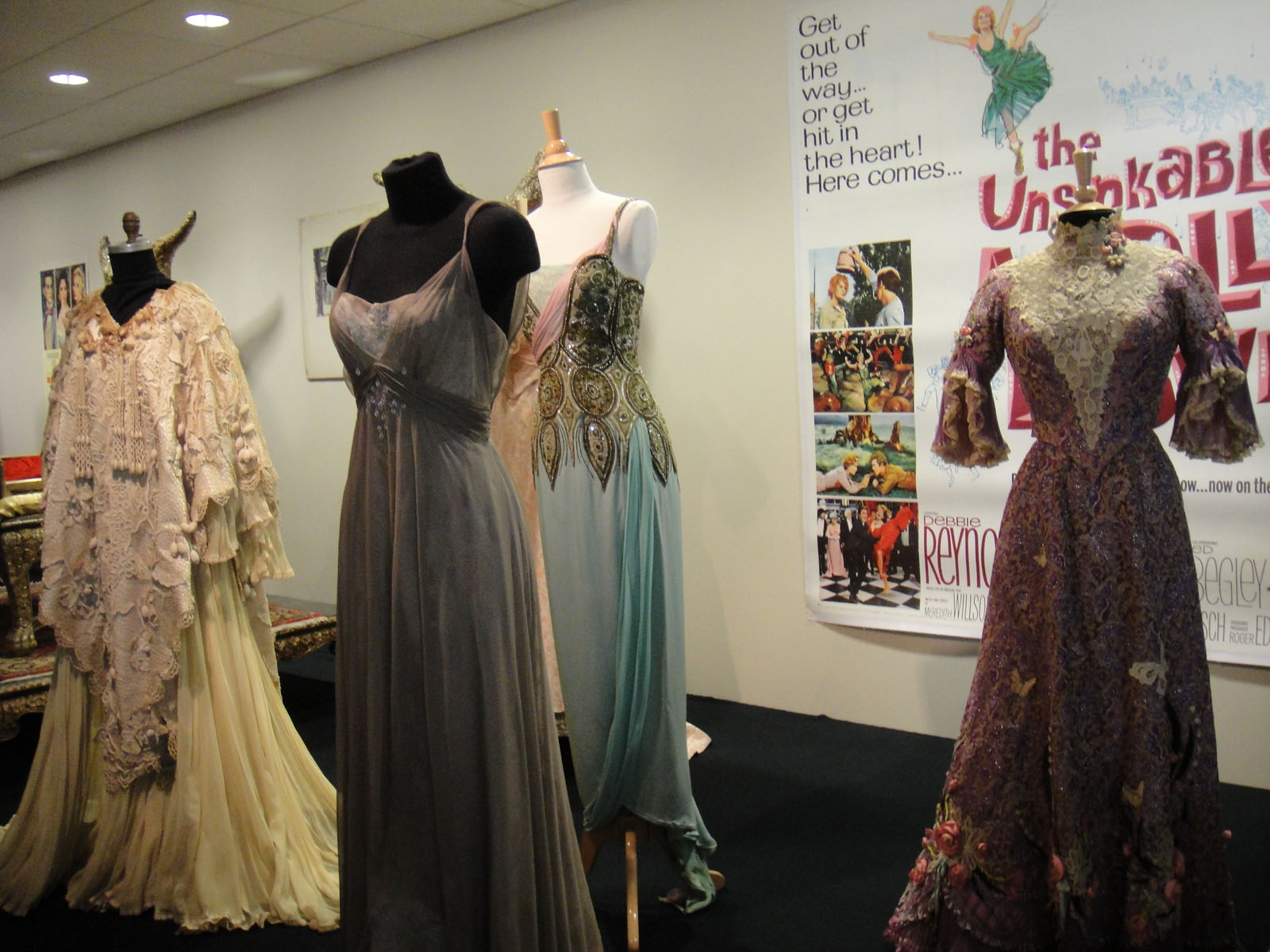
Kostüme aus dem Film Goldgräber-Molly (1964)

Morton Haack begann seine Karriere als Assistent für den Kostümbildner Miles White, bevor er 1958 in dem Western Der Tod reitet mit unter der Regie von Charles F. Haas seine ersten Sporen verdiente. In den 1960er Jahren arbeitete er als Kostümbildner zuerst für Komödien wie Meisterschaft im Seitensprung, Happy End im September oder Nicht so schnell, mein Junge, später auch für Filme anderer Genres wie die Science-Fiction-Dramen Planet der Affen und Rückkehr zum Planet der Affen oder den Psychothriller Was ist denn bloß mit Helen los?. Für seine Arbeiten wurde er dreimal für den Oscar nominiert. 1965 für das Musical Goldgräber-Molly von Regisseur Charles Walters, 1969 für Franklin J. Schaffners Bestsellerverfilmung Planet der Affen nach einem Roman von Pierre Boulle und 1972 für den Psychothriller Was ist denn bloß mit Helen los? von Regisseur Curtis Harrington.
Am 22. März 1987 verstarb Morton Haack im Alter von 62 Jahren in seiner Wahlheimat Rom.

## Filmografie (Auswahl)
- 1958: Der Tod reitet mit (Wild Heritage)
- 1958: Verräter unter uns (Money, Women and Guns)
- 1960: Meisterschaft im Seitensprung (Please Don’t Eat the Daisies)
- 1961: Happy End im September (Come September)
- 1962: Spiel mit mir (Billy Rose’s Jumbo)
- 1964: Goldgräber-Molly (The Unsinkable Molly Brown)
- 1966: Nicht so schnell, mein Junge (Walk Don’t Run)
- 1967: Satanische Spiele (Games)
- 1968: Planet der Affen (Planet of the Apes)
- 1970: Rückkehr zum Planet der Affen (Beneath the Planet of the Apes)
- 1971: Was ist denn bloß mit Helen los? (What’s the Matter with Helen? )

## Auszeichnungen
- 1965: Oscar-Nominierung in der Kategorie Bestes Kostümdesign für Goldgräber-Molly
- 1969: Oscar-Nominierung in der Kategorie Bestes Kostümdesign für Planet der Affen
- 1972: Oscar-Nominierung in der Kategorie Bestes Kostümdesign für Was ist denn bloß mit Helen los?